# Cistifellea
La cistifellea (pronuncia: /ʧistiˈfɛllea/), detta anche colecisti (dal greco antico χωλή?, chōlḗ, "bile" e κύστις, kýstis, "vescica") o vescicola biliare (dal latino viscica fellea), è un piccolo organo cavo dell'apparato digerente che ha lo scopo di immagazzinare la bile prodotta dal fegato per poi rilasciarla nell'intestino tenue durante la digestione. Negli esseri umani ha una forma a pera e si trova addossata alla superficie inferiore del fegato; la sua struttura e la sua posizione possono tuttavia variare in modo significativo tra le specie animali.
La cistifellea riceve e immagazzina la bile che proviene dal fegato attraverso il dotto epatico comune; successivamente, contraendosi in occasione dei pasti, rilascia la bile attraverso il dotto biliare comune nel duodeno, dove partecipa alla digestione dei grassi.
Nella cistifellea, talvolta, possono formarsi calcoli biliari per la precipitazione di sostanze scarsamente idrosolubili, solitamente colesterolo o bilirubina (un prodotto del metabolismo dell'emoglobina). Questa condizione patologica (colelitiasi) può essere causa di un dolore significativo, in particolare nella regione superiore destra (ipocondrio) dell'addome, e per essere risolta spesso richiede un intervento chirurgico che prevede la rimozione della cistifellea, una procedura chiamata colecistectomia che è in genere ben tollerata, sebbene possa portare alla sindrome post-colecistectomia. La colecistite, ovvero l'infiammazione della cistifellea, si presenta in conseguenza di una vasta gamma di cause, tra cui l'impatto dei calcoli nelle vie biliari, infezioni e malattie autoimmuni.

## Anatomia
La cistifellea è un organo piriforme lungo 7–10 cm, largo 3–5 cm e con una capacità di circa 50 ml; ha colorito grigio o verde. Essa è localizzata nella porzione anteriore del solco sagittale destro (fossa cistica) della faccia inferiore del fegato; corrisponde sulla parete addominale al punto di Murphy (detto anche punto cistico), ossia il punto di incrocio della linea verticale tangente al margine laterale del muscolo retto dell'addome e la linea orizzontale tangente al punto più declive dell'arcata costale.

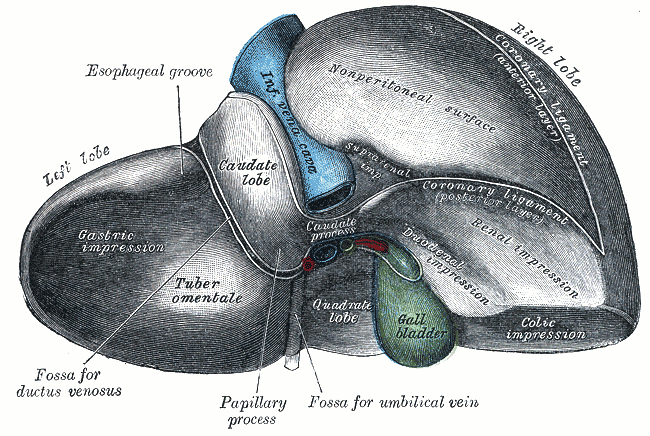
Fegato e colecisti

La colecisti si pone a livello della 9ª e 10ª costa e tra la 12ª vertebra toracica e la 2ª vertebra lombare. Risulta quasi per intero rivestita dal peritoneo che ricopre la faccia inferiore del fegato e che va poi a costituire il foglietto inferiore del legamento coronario del fegato. Talvolta la cistifellea è incorporata parzialmente nel parenchima epatico (cistifellea intraparenchimatosa), oppure è legata al fegato da una corta piega del peritoneo o mesentere peritoneale (cistifellea mesenteriale).

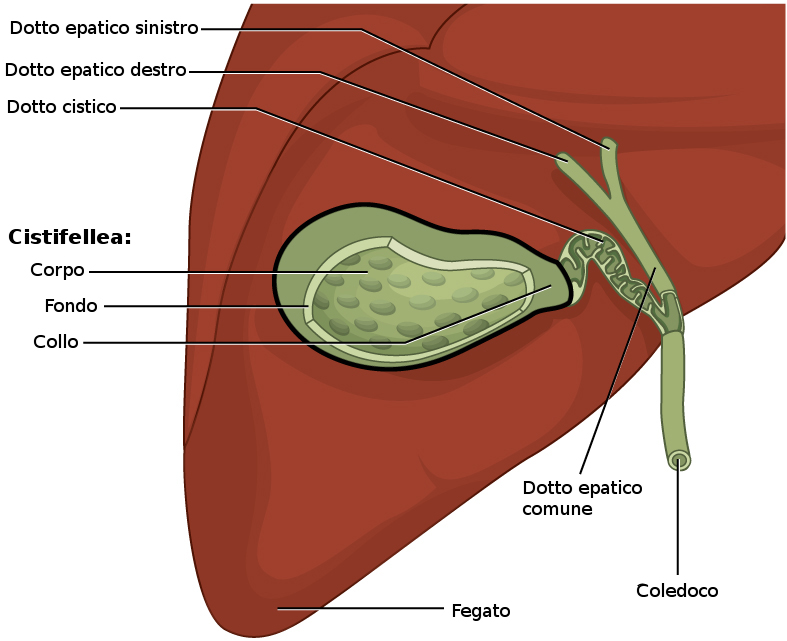
Illustrazione che mostra la posizione della cistifellea rispetto al fegato

In essa si distinguono un "fondo", un "corpo" e un "collo". Il collo è costituito dalla porzione ristretta dell'organo che si continua nel dotto cistico: rappresenta la porzione più mediale e vicina all'ilo, connessa al fegato mediante un mesentere in cui passa l'arteria cistica, ramo dell'arteria epatica propria; il suo primo tratto, in prossimità del corpo, ha una maggior ampiezza ed è indicato come infundibolo o tasca di Hartmann. La mucosa del collo si solleva in pieghe con decorso a spirale che formano la cosiddetta valvola di Heister, la quale si continua nel dotto cistico. Il corpo è adagiato nella fossa cistica e costituisce la porzione intermedia della cistifellea. Il fondo è l'espansione terminale del corpo ed è spesso in rapporto con il colon trasverso o talvolta con la parete addominale anteriore; in genere protrude oltre il margine inferiore del fegato per uno o due centimetri.

### Istologia

Microfotografia di una cistifellea normale. Colorazione EE.

La parete della cistifellea è costituita da diversi strati: mucosa, tonaca muscolare, tonaca connettiva perimuscolare e tonaca sierosa peritoneale, che però non riveste per intero l'organo. A differenza di altre parti del tratto intestinale, la cistifellea non ha una muscularis mucosae e le fibre muscolari non sono disposte in strati distinti.
La membrana interna della cistifellea è una mucosa, in quanto essa riveste una cavità che è indirettamente comunicante con l'esterno: la cistifellea, infatti, è collegata col duodeno grazie al coledoco, che consente il riversamento dei succhi biliari prodotti nella colecisti.
L'epitelio della mucosa è di tipo batiprismatico monostratificato: presenta un unico strato di cellule colonnari mononucleate, con uno spiccato sviluppo in altezza, strettamente impilate tra loro grazie a sistemi giunzionali a livello della membrana baso-laterale. Non a caso è definito sin dall'antica istologia epitelio colonnare, in quanto le cellule sono le più alte dell'organismo, raggiungendo un'altezza di circa 40 micrometri: un po' meno alte dell'intero strato di epitelio della superficie esterna della cornea, di tipo pavimentoso pluristratificato non cornificato che, raggiunge i 50 micrometri. Le cellule epiteliali possiedono un bordo a spazzola, formato da microvilli, molto simile alle cellule assorbenti intestinali. A favorire la regolazione della molarità e quindi della concentrazione della bile contenuta nella colecisti, le cellule epiteliali scambiano attivamente acqua con la cavità: ciò è visibile in microscopia ottica per la presenza di "bollicine" otticamente vuote sulla membrana apicale. Se il liquido è molto concentrato, le cellule provvedono infatti ad abbassarne la concentrazione mediante un meccanismo di diluizione.
Sotto l'epitelio vi è una lamina propria, un sottile strato di tessuto connettivo. La mucosa ha un aspetto rugoso irregolare, in quanto sono riscontrabili sollevamenti della tonaca propria: il connettivo immediatamente sottostante l'epitelio segue, quindi, questi movimenti.
Sotto la mucosa si trova uno strato muscolare formato da muscolatura liscia, con fibre che si trovano in direzione longitudinale, obliqua e trasversale, e non sono disposte in strati separati. Le fibre muscolari si contraggono per espellere la bile dalla cistifellea. Una caratteristica distintiva della cistifellea è la presenza dei seni Rokitansky-Aschoff, profonde introflessioni della mucosa che possono estendersi attraverso lo strato muscolare nei soggetti affetti da adenomiomatosi.
Lo strato muscolare è circondato da uno strato di tessuto connettivo e grasso, lo strato esterno perimuscolare. Lo strato esterno del fondo della cistifellea e le superfici non a contatto con il fegato sono ricoperte da una spessa membrana sierosa, rappresentata dal peritoneo. La sierosa contiene vasi sanguigni e vasi linfatici. Le superfici a contatto con il fegato sono ricoperte solo da tessuto connettivo, privo di sierosa.

### Varianti anatomiche
La cistifellea può variare in numero, dimensioni, forma e posizione. Queste anomalie non influenzano la sua funzionalità e sono generalmente asintomatiche.
Vi sono casi, seppur rari, in cui coesistono due (duplicazione) o anche tre (triplicazione) cistifellee, che defluiscono nel dotto cistico come vesciche separate o che condividono un ramo comune che drena nel dotto cistico; raramente la cistifellea può anche essere completamente assente (agenesia). Possono anche esistere cistifellee con due lobi separati da un setto, longitudinale o trasversale.
Anche la posizione della cistifellea rispetto al fegato può variare (malposizione), con casi documentati in cui si trova all'interno del fegato, sopra, sul lato sinistro, posteriormente, staccata o sospesa dal fegato. Tali varianti sono molto rare: dal 1886 al 1998, solo 110 casi di posizioni sul lato sinistro del fegato (meno di uno all'anno) sono stati riportati nella letteratura scientifica.
Può verificarsi una variazione anatomica, conosciuta come "berretto frigio", che consiste in una piega innocua nel fondo: tale variazione rende la cistifellea esteticamente simile a un berretto frigio. Possibili, anche se rari, i diverticoli congeniti che hanno un'incidenza di 8-9 casi per milione.

## Sviluppo

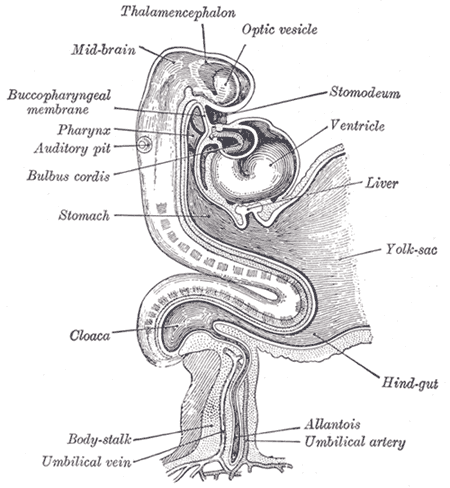
Sviluppo embrionale del tubo intestinale primitivo

La cistifellea si sviluppa da una estroflessione endodermica del tubo gastro-intestinale embrionale.
All'inizio dello sviluppo, l'embrione umano ha tre strati germinali (ectoderma, mesoderma ed endoderma) e comunica ampiamente con il sacco vitellino embrionale. Durante la seconda settimana di embriogenesi, mentre l'embrione cresce, ripiegandosi, inizia a circondare e avvolgere porzioni di questo sacco. In questo modo una parte del sacco vitellino viene incorporata nell'embrione e costituisce il primitivo tubo intestinale, la base per il tratto gastrointestinale adulto. I diversi tratti dell'intestino primitivo cominciano poi a differenziarsi negli organi del tratto gastrointestinale, come l'esofago, lo stomaco e l'intestino.
Durante la quarta settimana di sviluppo embriologico, lo stomaco, originariamente situato nella linea mediana dell'embrione, ruota in modo tale che il suo corpo si sposti a sinistra. Questa rotazione coinvolge anche la parte del tubo gastrointestinale immediatamente sotto lo stomaco, che diventerà poi il duodeno. Entro la fine della quarta settimana, il duodeno in via di sviluppo incomincia a dare origine a una piccola estroflessione sul lato destro, il diverticolo epatico, che diventerà poi il fegato, l'albero biliare intraepatico e il dotto epatico; il tratto congiungente il diverticolo epatico con il duodeno formerà il dotto biliare comune o coledoco. Poco sotto questo vi è una seconda estroflessione, nota come il diverticolo cistico, che alla fine dello sviluppo darà origine alla cistifellea e al dotto cistico.

## Funzione

1. Dotti biliari: 2. Dotti biliari intraepatici, 3. Dotti epatici di destra e di sinistra, 4. Dotto epatico comune, 5. Dotto cistico, 6. Dotto biliare comune, 7. Ampolla del Vater, 8. Papilla duodenale maggiore
9. Cistifellea, 10–11. Lobo destro e sinistro del fegato. 12. Milza.
13. Esofago. 14. Stomaco.
15. Pancreas: 16. Dotto pancreatico accessorio, 17. Dotto pancreatico.
18. Intestino tenue: 19. Duodeno, 20. Digiuno
21–22: Rene destro e sinistro.

La funzione principale della cistifellea è quella di immagazzinare e modificare la bile, chiamata anche fiele, necessaria per la digestione dei lipidi contenuti negli alimenti.
Prodotta dal fegato, la bile fluisce attraverso piccoli canalicoli biliari verso i più grandi dotti epatici, quindi nel dotto cistico e, infine, nella cistifellea, dove viene conservata; questo organo è in grado di immagazzinarne da 30 a 60 millilitri.
La bile è principalmente formata da acqua, elettroliti e sali biliari e funge anche da mezzo per eliminare dal corpo il colesterolo e la bilirubina, un prodotto del metabolismo dell'emoglobina. La bile conservata nella cistifellea non è la stessa di quella che viene prodotta dal fegato. Infatti, durante il suo immagazzinamento essa si concentra mediante il riassorbimento di acqua ed elettroliti. Ciò avviene per opera del trasporto attivo di ioni di sodio da parte dell'epitelio della cistifellea: tale trasporto crea una pressione osmotica che permette il riassorbimento passivo dell'acqua e di altri elettroliti, come il cloruro; vengono riassorbiti anche i bicarbonati mediante la proteina CFTR (cystic fibrosis transmembrane regulator). La velocità del riassorbimento dell'acqua è normalmente di circa 100-250 μL/min.
Oltre ad acqua ed elettroliti, la mucosa della colecisti riassorbe proteine idrofile, fosfolipidi e, in piccola percentuale, colesterolo e sali biliari. Il colesterolo biliare può essere riassorbito solo quando è in forma di monomeri liberi oppure complessato con i fosfolipidi, mentre non viene assorbito se è contenuto nelle micelle miste (colesterolo-fosfolipidi-sali biliari). Come conseguenza del riassorbimento idro-elettrolitico e di quello dei complessi colesterolo-fosfolipidi, nella bile della colecisti l'80-100% del colesterolo sarà contenuto nelle micelle miste, mentre nella bile epatica solo il 20-60% del colesterolo è in forma micellare: ciò previene la precipitazione del colesterolo monomerico nella colecisti e la formazione dei calcoli biliari. Il colesterolo assorbito dalla mucosa colecistica ritorna poi direttamente al fegato attraverso il cosiddetto circolo "colecistico-epatico".
L'epitelio della colecisti secerne poi ioni idrogeno (H+) e la glicoproteina mucina (che proteggono la mucosa contro gli effetti degli acidi biliari) e, probabilmente, immunoglobuline (anticorpi). Come conseguenza della secrezione di H+, il pH della bile colecistica è di 7,2 rispetto ai 7,8 della bile epatica.
La colecisti svolge anche un'importantissima azione preventiva verso gli effetti tossici degli acidi biliari secondari deossicolico e litocolico sulle cellule epatiche, colecistiche e intestinali: gli effetti tossici sono dovuti principalmente al danno della membrana dei mitocondri provocato dalla idrofobicità di questi acidi biliari. L'immagazzinamento nella colecisti degli acidi biliari primari (prodotti dal fegato), ovvero acido colico e acido chenodeossicolico, limita infatti la loro trasformazione intestinale in acidi biliari secondari (prodotti dalla flora batterica intestinale), ma soprattutto impedisce che vi sia un continuo ricircolo entero-epatico degli acidi biliari più idrofobici (acido deossicolico e litocolico).
Quando gli alimenti contenenti lipidi entrano nel tratto digestivo, viene stimolata la secrezione di colecistochinina (CCK) dalle cellule I del duodeno e del digiuno. In risposta alla colecistochinina, la cistifellea si contrae ritmicamente e, attraverso il dotto biliare comune, rilascia il suo contenuto nel duodeno. La bile emulsiona i lipidi contenuti nel chimo (il cibo parzialmente digerito) aiutandone così l'assorbimento.

## Patologia

### Calcoli biliari

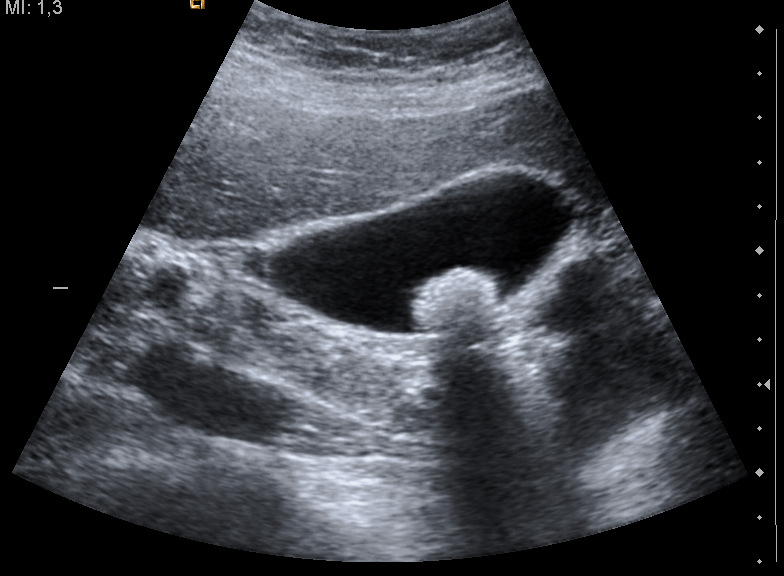
Immagine ecografica della cistifellea (l'area scura nel centro) con grande calcolo (l'area bianca circolare nel mezzo, appoggiata sul fondo).

La cistifellea può essere sede di calcoli (determinando la calcolosi biliare o colelitìasi), che si formano a causa di un eccesso di colesterolo e di calcio inorganico o di bilirubina. È una condizione abbastanza comune che colpisce circa il 15% della popolazione.
La maggior parte (80% circa) dei calcoli biliari non causa sintomi, rimanendo nella cistifellea o venendo eliminata attraverso il sistema biliare. Quando invece si manifestano sintomi, spesso si percepisce un dolore "colico" nel quadrante addominale superiore destro (ipocondrio destro) e/o centrale (epigastrio), con possibile irradiazione al dorso. Il dolore tende a comparire più frequentemente dopo un pasto abbondante, ha spesso un'insorgenza improvvisa, un carattere continuo piuttosto che "colico" e si accompagna frequentemente a nausea e vomito.
Se il calcolo blocca il deflusso della bile dalla cistifellea, può verificarsi un'infiammazione nota come colecistite. Se invece il blocco si estende al sistema biliare può riscontrarsi l'ittero, mentre se viene bloccato il dotto pancreatico si può manifestare una pancreatite.
Solitamente, la diagnosi dei calcoli biliari si basa sull'ecografia del fegato e delle vie biliari. Nel caso di calcolosi biliare sintomatica è spesso sufficiente aspettare che guarisca naturalmente. Tuttavia, in presenza di calcoli biliari ricorrenti, viene spesso consigliato l'intervento chirurgico per rimuovere l'intera cistifellea (colecistectomia) e prevenire tali eventualità; come alternativa la litotripsia è una procedura che può essere utilizzata per distruggere i calcoli. Per il trattamento medico possono essere utilizzati alcuni farmaci, come l'acido ursodesossicolico.

### Infiammazione
Conosciuta come colecistite, l'infiammazione della cistifellea è comunemente causata dall'ostruzione del dotto per causa di calcoli biliari, una condizione nota come colelitiasi. A causa dell'accumularsi della bile nella colecisti per il blocco del deflusso verso il duodeno, la pressione sulla parete può portare al rilascio di sostanze che causano l'infiammazione, come la fosfolipasi. In queste circostanze vi è anche il rischio di un'infezione batterica. Una colecisti infiammata può causare dolore, febbre e ipersensibilità nel quadrante superiore destro dell'addome; inoltre può essere riscontrato un segno di Murphy positivo. La colecistite viene spesso trattata tramite il riposo e l'assunzione di antibiotici, in particolare le cefalosporine e, nei casi più gravi, il metronidazolo. Può essere necessaria la colecistectomia.

### Rimozione della cistifellea

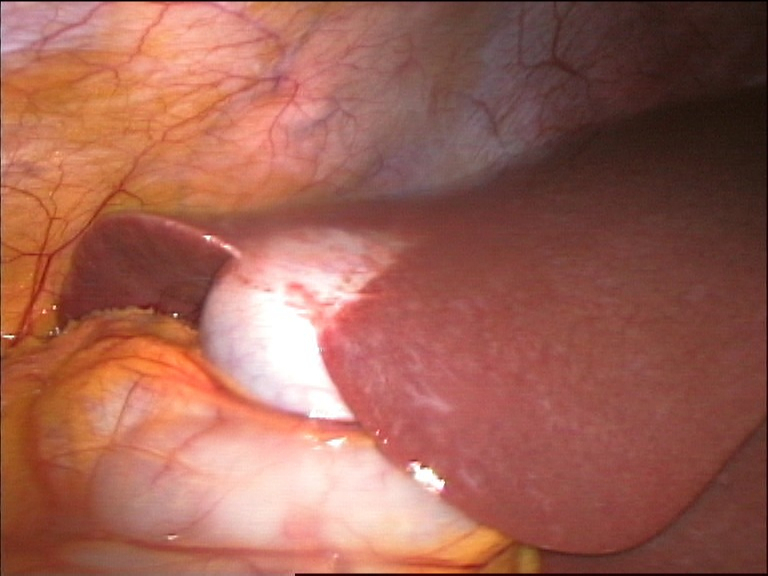
La cistifellea vista in laparoscopia

La colecistectomia è una procedura chirurgica in cui la cistifellea viene rimossa. Può essere indicata in seguito a neoplasie maligne, in presenza di polipi voluminosi (>1 cm), di colecisti a porcellana o di colelitiasi con coliche biliari ricorrenti o con colangite ed è considerata una procedura elettiva per questi casi. Una colecistectomia può essere praticata tramite una procedura aperta o in tecnica laparoscopica. Durante l'intervento chirurgico, la cistifellea viene rimossa procedendo dal collo al fondo. In seguito all'asportazione dell'organo, la bile defluisce direttamente dal fegato all'albero biliare.
Nel circa 30% dei pazienti trattati con colecistectomia può verificarsi un certo grado di turbe della digestione a seguito della procedura, anche se le complicazioni gravi sono molto più rare. Circa il 10% degli interventi chirurgici comporta una condizione cronica detta sindrome post-colecistectomia.

### Tumori
I tumori della cistifellea sono rari e si manifestano soprattutto in età avanzata. Quando si sviluppa una neoplasia, essa di solito (98%) ha origine dalle ghiandole della mucosa della cistifellea (adenocarcinoma).
I tumori maligni prediligono il sesso femminile, con una frequenza da 2 a 4 volte superiore ai maschi. L'incidenza in USA (2014) è 2/100 000 nelle donne e 1/100 000 negli uomini, mentre la più alta incidenza si registra nelle donne dell'India (22/100.000). Oltre all'età, al sesso e all'etnia, si ritiene che l'obesità, la colecistite cronica e soprattutto i calcoli biliari siano una condizione predisponente allo sviluppo di un carcinoma: il 75-90% dei carcinomi della colecisti è preceduto da una calcolosi biliare, ma una sicura relazione causa-effetto non è ancora stata accertata, e infatti l'incidenza del cancro della colecisti nei pazienti con calcolosi biliare è di 0,3-3%. Altri fattori di rischio sono i polipi della colecisti di grandi dimensioni (> 1 cm) e la presenza di calcificazioni (la cosiddetta colecisti a "porcellana"), la quale comporta un rischio di carcinoma intorno al 10%.
I tumori della cistifellea possono causare attacchi di dolore biliare, ostruzione delle vie biliari con ingiallimento della pelle (ittero) e perdita di peso. Una colecisti di dimensioni ingrandite può essere percepita alla palpazione dell'addome. La bilirubinemia e i valori dei test della funzionalità epatica possono essere elevati, in particolare i valori della gamma-GT e della fosfatasi alcalina. Le indagini diagnostiche di prima scelta per i sospetti casi di tumore della cistifellea sono l'ecografia e la tomografia computerizzata. In caso di accertato tumore, il trattamento solitamente consiste nella rimozione chirurgica della cistifellea, tuttavia al 2010 la prognosi del cancro colecistico appariva ancora generalmente negativa, con una sopravvivenza a 5 anni del 20%.
Il cancro della cistifellea può anche essere riscontrato incidentalmente in seguito alla rimozione chirurgica della colecisti per altri motivi, infatti tra l'1% e il 3% dei tumori vengono identificati in questo modo.
I polipi adenomatosi della cistifellea sono forme tumorali benigne, del tutto simili nell'apparenza ai polipi non neoplastici (polipi infiammatori, polipi iperplastici e polipi di colesterolo) che si formano nella parete della cistifellea soprattutto in presenza di infiammazione. I polipi adenomatosi sono predisponenti il cancro solo quando sono di grandi dimensioni (> 1 cm). I polipi di colesterolo, spesso associati alla colesterolosi colecistica (chiamata anche cistifellea "a fragola"), sono un'alterazione della parete della cistifellea dovuta al colesterolo in eccesso. Tutti questi polipi spesso non causano alcun sintomo.

### Traumi fisici
Seppur raramente (meno del 2%-8% dei casi), trami chiusi o penetrati all'addome possono ripercuotersi sulla colecisti comportando una possibile contusione, lacerazione della parete o una sua avulsione. A un'eventuale rottura della colecisti o dell'albero biliare conseguirà lo spandimento della bile nella cavità peritoneale.

## Esami diagnostici

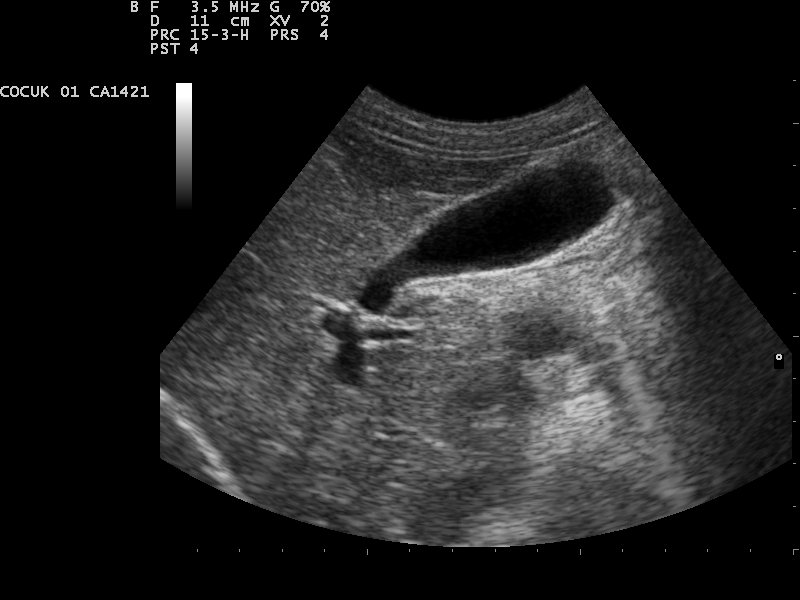
Immagine ecografica della cistifellea

Gli esami diagnostici utilizzati per indagare sulle eventuali patologie della cistifellea includono gli esami del sangue e tecniche di imaging biomedico. Un esame emocromocitometrico completo può rivelare un aumento del numero di globuli bianchi, indicativo di un'infiammazione o di un'infezione.
Per quanto riguarda i parametri ematochimici, i valori della bilirubina e i test di funzionalità epatica possono rivelare se vi è in atto un'infiammazione correlata all'albero biliare o alla stessa cistifellea e se questa è associata a un danno epatico; una lipasi o un'amilasi elevata è indice di pancreatite. I livelli di bilirubina possono salire quando vi è un'ostruzione del flusso della bile. I livelli dell'antigene CA 19-9 sono un marker tumorale per il colangiocarcinoma.
Le tecniche radiografiche, con o senza mezzo di contrasto, e quelle ultrasonografiche consentono di visualizzare la colecisti e permettono la valutazione del suo contenuto e delle sue pareti.
Per la sua semplicità di esecuzione, per l'innocuità e per la sua sensibilità a rilevare la presenza di lesioni, nonché per il basso costo, l'ecografia spesso rappresenta il primo esame di imaging biomedico che viene eseguito quando si sospetta una patologia della cistifellea, come i calcoli biliari. Una radiografia addominale o una tomografia computerizzata sono altre tecniche di imaging che possono essere utilizzate per studiare la cistifellea e gli organi circostanti. Indagini più sofisticate sono impiegate quando si renda necessario un ulteriore accertamento diagnostico; si tratta della risonanza magnetica colangiopancreatografica, della scintigrafia epatobiliare (hepatic iminodiacetic acid o HIDA scan), una procedura di medicina nucleare utilizzata per valutare la fisiologia della colecisti e del flusso biliare, e della tomografia a emissione di positroni con fluorodeossiglucosio (Fluorodeoxyglucose positron emission tomography o FDG PET), che viene eseguita per determinare la natura delle lesioni occupanti spazio (masse).
Altre metodiche consentono di indagare in modo specifico le intere vie biliari. Queste metodiche utilizzano mezzi di contrasto e includono la colangio-pancreatografia endoscopica retrograda e la colangiografia transepatica percutanea o intraoperatoria.

## La cistifellea nei diversi animali
La maggior parte dei vertebrati possiede una cistifellea, tuttavia la forma, la disposizione dei dotti biliari e la capacità di concentrazione della colecisti possono variare notevolmente. In molte specie, ad esempio, esistono diversi condotti separati che scorrono verso l'intestino, al contrario del semplice dotto biliare comune presente negli esseri umani. Notevoli sono anche le variazioni nella capacità della colecisti di concentrare la bile: ad esempio, nel bovino questa viene concentrata 1-2 volte, mentre nel cane 4-10 volte.
La cistifellea è presente nei pesci, nella totalità degli anfibi e dei rettili e nella maggioranza degli uccelli e dei mammiferi. Gli invertebrati, alcune lamprede, diverse specie di uccelli e di mammiferi (tra cui: la maggioranza degli erbivori, come cavallo, cervo, pachidermi; il ratto; la balena e la balenottera) non possiedono una colecisti.
Negli squali la cistifellea è allungata e situata all'interno del lobo destro del fegato, nei pesci ossei essa può essere sferica, ovoidale, allungata o di forma varia. Negli anfibi e nei rettili la cistifellea è localizzata in stretta prossimità del fegato, ma nei serpenti e in alcune lucertole essa si trova spostata all'indietro e connessa al fegato da un lungo dotto cistico. Tra gli uccelli non hanno colecisti lo struzzo, i columbiformi, quasi tutti i pappagalli, i cuculiformi, i coraciformi (ghiandaia, martin pescatore, upupa) e i nettarinidi. Negli uccelli domestici essa può essere piriforme o tubulare.
Gran parte dei mammiferi è provvista di colecisti. Tutti i carnivori possiedono una colecisti, con l'eccezione dei cetacei carnivori (odontoceti), quali delfino, orca e capodoglio, mentre essa può essere presente o meno negli erbivori e negli onnivori. In particolare, sono privi di colecisti gli animali che passano buona parte della giornata alla ricerca di cibo e a nutrirsi (come il ratto) e che quindi non necessitano di un organo per la raccolta della bile, la quale viene riversata continuativamente nel lume intestinale; a non possedere la colecisti sono inoltre alcuni mammiferi soggetti a frequenti e spesso relativamente prolungati periodi di digiuno (ad esempio il cammello) e quelli di mole particolarmente grande (balena, elefante e rinoceronte). È da sottolineare che nel topo, al contrario di quanto si osserva nel ratto, la colecisti è presente.
Gli Ursidi e la nutria hanno una percentuale di acido ursodeossicolico nella bile molto più elevata rispetto a quella degli altri carnivori e dell'uomo, in particolare nell'orso americano essa raggiunge circa il 40% (nell'uomo è circa 1-5%). La bile di alcune specie di orsi viene utilizzata nella medicina tradizionale cinese per il trattamento della calcolosi biliare e altre patologie: nelle fattorie della bile gli orsi vengono allevati in cattività al fine di estrarne (in maniera ritenuta da molti cruenta) il liquido biliare.

## Storia
Le più antiche rappresentazioni della cistifellea e dell'albero biliare si trovano in reperti babilonesi risalenti a circa il 2000 a.C. Anche gli Etruschi crearono modelli simili, utilizzati perlopiù per scopi di culto, intorno al 200 a.C. Nell'ambito dei suoi vastissimi studi sulla biologia, Aristotele (384-322 a.C.) si è occupato con un interesse particolare di zoologia e di anatomia comparata, eseguendo personalmente un gran numero di dissezioni animali. Nel IV Libro del suo De partibus animalium (cap. 2) viene trattata la colecisti e si fa notare come in alcuni mammiferi (topo, maiale) essa sia assente, essendo la sua funzione sostituita da quella dei dotti biliari. La bile veniva considerata da Aristotele solo un prodotto di scarto derivato dall'elaborazione degli alimenti.
Le malattie della colecisti hanno colpito gli esseri umani fin dall'antichità, tanto che sono stati trovati riscontrati calcoli biliari nella mummia della principessa Amenen di Tebe risalente al 1500 a.C. Alcuni storici ritengono che la morte di Alessandro Magno possa essere associata a un episodio acuto di colecistite. In Occidente l'esistenza della cistifellea è stata notata a partire dal V secolo a.C., ma è solo relativamente recente la documentazione della sua funzione e delle patologie a essa correlate. In particolare ciò è avvenuto negli ultimi due secoli.

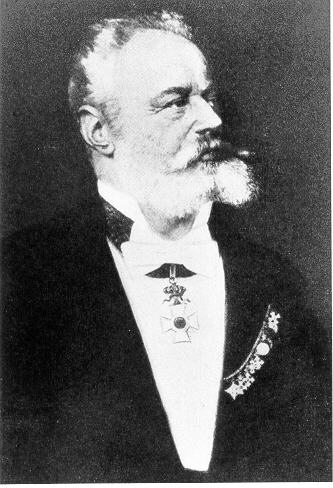
Il chirurgo tedesco Carl Langenbuch che eseguì la prima colecistectomia nel 1882 nel trattamento dei calcoli biliari

Le prime descrizioni dei calcoli biliari sembrano essere avvenuta solo nel corso del Rinascimento, forse per via della loro bassa incidenza nelle epoche precedenti per via una dieta generale basata maggiormente sui cereali e sulle verdure, rispetto alla carne. Nel 1506 Anthonius Benevinius fu il primo a proporre una correlazione tra alcuni sintomi e la presenza di calcoli biliari. Il segno di Courvoisier prende il nome da Ludwig Georg Courvoisier che, dopo aver esaminato un certo numero di casi intorno alla fine del XIX secolo, affermò che in presenza di una colecisti palpabile allargata non dolente e accompagnata da lieve ittero, è improbabile che la causa di tale situazione sia attribuibile a calcoli biliari.
La prima rimozione chirurgica di un calcoli biliari (colecistolototomia) avvenne nel 1676 grazie al medico Joenisius che rimosse le pietre da una fistola biliare spontanea. Nel 1867 Stough Hobbs eseguì la prima colecistectomia di cui si ha notizia, anche se tale operazione fu in effetti descritta in precedenza dal chirurgo francese Jean-Louis Petit a metà del XVIII secolo. Il chirurgo tedesco Carl Langenbuch eseguì la prima colecistectomia nel 1882 come trattamento per un malato di colelitiasi. Prima di lui, la chirurgia si era concentrata sulla creazione di una fistola per il drenaggio dei calcoli biliari. Langenbuch ragionò sul fatto che molte altre specie di mammiferi non possiedono la colecisti, per cui anche gli esseri umani potevano vivere senza.
Negli anni 1920 vi fu un acceso dibattito su cosa fosse da preferire tra la rimozione della cistifellea o dei soli calcoli biliari, con il consenso della maggioranza che verteva verso la rimozione totale. Fu solo nella seconda metà del ventesimo secolo che vennero introdotte le tecniche di imaging biomedico, come l'uso del mezzo di contrasto e la tomografia computerizzata, che permisero di visualizzare la cistifellea prima dell'intervento. La prima colecistectomia con tecnica laparoscopica venne eseguita da Erich Mühe in Germania nel 1985, sebbene i chirurghi francesi Phillipe Mouret e François Dubois siano spesso accreditati per i loro interventi, rispettivamente nel 1987 e nel 1988.